# Ti-Mo
Ti-Mo (właściwie Timo Erlenbruch; ur. 15 września 1985) – niemiecki DJ i producent muzyki klubowej. Pod pseudonimem Ti-Mo tworzy muzykę w gatunku hands up, natomiast ze Stefanem Richly jako Walker & Daniels muzykę w gatunku electro house. Pierwszy jego oficjalny singiel został wydany w 2007 roku w niemieckiej wytwórni Suprime Records i nosił tytuł "Put Your Hands Up". Ti-Mo należy również do zespołu De-Grees oraz Jasper. W 2009 roku rozpoczął współpracę z Jens'em O., dzięki której powstał projekt Jens O. vs. Ti-Mo. Jego pierwszy podwójny oficjalny singiel zatytułowany "Every Little Move / I Want You" został wydany w 2009 roku.

## Dyskografia[3]

### Single
- Ti-Mo – Put Your Hands Up (2007)
- Ti-Mo – The Dancecore Brother (2009)
- Jens O. vs. Ti-Mo – Every Little Move / I Want You (2009)
- Jasper – Big Deal (2009)
- Jens O. vs. Ti-Mo – The Power Of Love / We All Like D**k (2010)
- Jasper – Superstar (2010)
- Walker & Daniels – Chicano (2010)
- Ti-Mo – The Rhythm (2011)
- Ti-Mo – To The Back (2011)
- Jens O. vs. Ti-Mo - Moonlight / This Is Hardstyle (2011)
- Jasper - Heartbreaker (2011)
- Jens O. vs. Ti-Mo - Hold It Against Me / Give & Take (2011)
- Megastylez vs. Ti-Mo - Rescue Me (2012)
- Ti-Mo - The Party Don't Stop / Crockett's Theme (2013)
- Ti-Mo - Light Of Love (2013)
- Ti-Mo - Howling At The Moon (2013)

### Remiksy
Ti-Mo
- Pimp! Code – You Know (Ti-Mo Remix)
- De-Grees vs. The Real Booty Babes – Apologize (Ti-Mo Remix)
- Kato feat. Ian Dawn – Are You Gonna Go My Way (Ti-Mo Remix)
- Bulldozzer – Can You Feel The Vibe (Ti-Mo Remix)
- Cascada – What Do You Want From Me? (Ti-Mo vs. Stefan Rio Remix)
- O'Hara feat. Scarlet – As Long As You Want Me (Ti-Mo vs. Stefan Rio Remix)
- De-Grees feat. Ivory – Battlefield (Ti-Mo Remix)
- De-Grees – Bleeding Love (Jens O. vs. Ti-Mo Remix)
- Hubschek & Dubschek – F**k With The DJ (Ti-Mo Remix)
- Martial Hard – I Try (Ti-Mo Remix)
- Citrus Hill – Lemon Tree (Ti-Mo Remix)
- DJ Sequenza – Lost In Dreams (Ti-Mo Remix)
- Megastylez – Mighty Disco King (Ti-Mo Remix)
- Rocco & Bass-T – Our Generation (Jens O. vs. Ti-Mo Remix)
- Hansebanger – Party (Ti-Mo Remix) & (Ti-Mo Dub Mix)
- De-Grees – Just Dance (Ti-Mo vs. Stefan Rio Remix)
- De-Grees – Circle In The Sand (Ti-Mo vs. Stefan Rio Remix)
- PH Electro – San Francisco (Ti-Mo Remix)
- Marco Van Bassken – Save My Life (Ti-Mo Remix)
- Dennis Christopher – Set It Off (Ti-Mo Remix)
- Andrew Spencer – Stop Loving You (Ti-Mo Remix)
- Marco Van Bassken – If You Leave (Ti-Mo Remix)
- 89ers – It's Okay & Alright (Ti-Mo Remix)
- DJ Baseline – The Tracks Of Angels (Ti-Mo Remix)
- E-Strella meets Scarlet – Thinking Of You (Ti-Mo Remix)
- Ekowraith – Waiting For Tonight (Ti-Mo Remix)
- Giorno – Pretending Happiness (Ti-Mo Remix)
- The Real Booty Babes – Like A Lady (Jens O. vs. Ti-Mo Remix)
- Stefan Rio – Right Now (Ti-Mo Remix)
- PH Electro – Englishman In New York (Ti-Mo Remix)
- Ray Knox – Corcovado (Ti-Mo Remix)
- Davis Redfield - Out Of Town (Ti-Mo Remix)
- Jaybee – Say You Will (Ti-Mo Remix)
- 89ers - Go Go Go Go (Ti-Mo Remix)
- Lolita - La Premiere Fois (Ti-Mo Remix)
- Die Toten Hosen - Wünsch Dir Was (DJ Fantacosca vs. Ti-Mo Bootleg)
- Aquagen - Ihr Seid So Leise 2012 (Ti-Mo Remix)
- Andrew Spencer feat. Pit Bailay - I'm Always Here (Ti-Mo Remix)
- Starsplash - Computerliebe 2k11 (Ti-Mo Remix)
- Sunn - Shoulda (Jens O. & Ti-Mo Remix)
- De-Grees - 2 Of Us (Ti-Mo Remix)
- Jaycee Madoxx - Never Say Never (Ti-Mo Remix)
- PH Electro - Stereo Mexico (Ti-Mo Remix)
- Dancefloor Kingz - Me and You (Ti-Mo Remix)
- Pulsedriver - Lookout Weekend 2012 (Ti-Mo Remix)
- Basslovers United - Drunken (Ti-Mo Remix)
- Bryce ft. J-Malik - Body Rock (Ti-Mo Remix)
- Chriss-Tina - Radio (Ti-Mo Remix)
- Edward Maya - Stereo Love (Ti-Mo Bootleg)
- Modana & Carlprit - Hot Spot (Ti-Mo Remix)
- Rocco - Everybody 9.0 (Ti-Mo Remix)
- Wheatus - Teenage Dirtbag (Ti-Mo Bootleg Mix)
- Basslovers United - Drunken (Ti-Mo Remix)
- Cueboy & Tribune - Breathless (Ti-Mo Remix)
- De-Grees - Dizzy (Ti-Mo Remix)
- Kindervater - Spotlight (Ti-Mo Remix)
- Serenity & Spyer Feat. Tevin – Club Rockin Beats (Ti-Mo Remix)
- Toby Stuff & Dany C. - Only One (Ti-Mo Remix)
- Addicted Craze Feat. The Circus – Path To Paradise (Ti-Mo Remix)
- Ray Knox – All Night Long (Ti-Mo Remix)
- Ray Knox – Dancing For My Life (Ti-Mo Remix)
- Stefan Rio - Out Of Touch (Ti-Mo Remix)
- Dual Playaz - Alone Again (Ti-Mo Remix)
- Stefan Rio - Falling Stars (Ti-Mo Remix)

Walker & Daniels
- De-Grees feat. Ivory – Battlefield (Walker & Daniels Remix)
- DJs From Mars – Don't Give Up (Walker & Daniels Remix)
- Jake & Cooper – Play It Cool (Walker & Daniels Remix)
- The Real Booty Babes – Poker Face (Walker & Daniels Remix)
- Rico Bernasconi feat. Oraine – Undercover (Walker & Daniels Remix)
- Kindervater Featuring Mandy Ventrice – Lovephobia (Walker & Daniels Remix)
- Sunloverz – Fire (Walker & Daniels Remix)

Jasper
- Italobrothers – Love Is On Fire (Jasper Remix)
- Italobrothers - Radio Hardcore (Jasper Remix)

### Projekty
- De-Grees
- Jasper
- Jens O. vs. Ti-Mo
- Ti-Mo vs. Stefan Rio
- Walker & Daniels